# سيدة الشاي

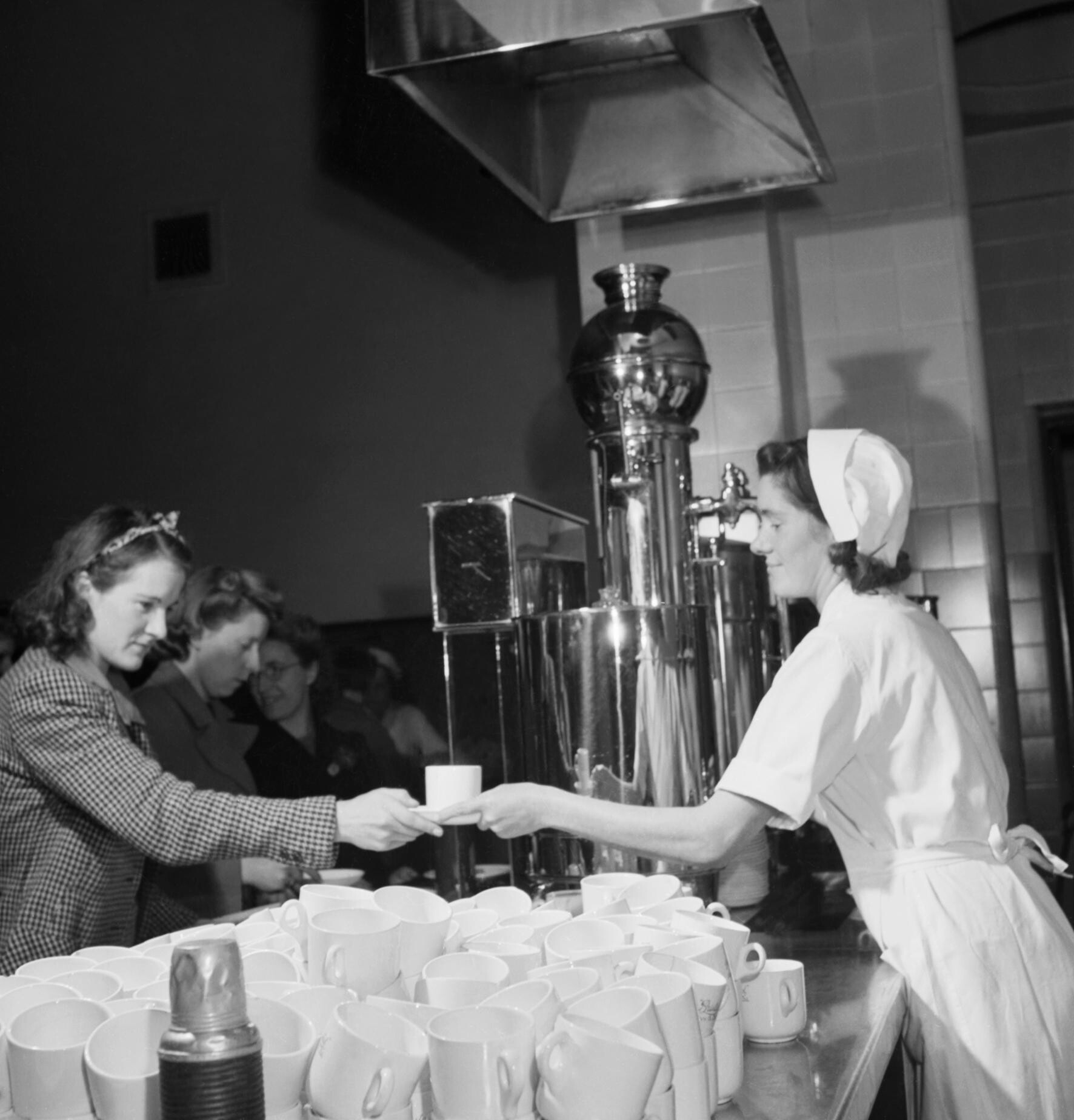
امرأة إنجليزية تعمل بدوام جزئي في مجال تقديم الشاي، وهي تقدم الشاي لعامل في مصنع طائرات في بريستول، عام 1942

سيدة الشاي هي امرأة تقدم المشروبات في مكتب أو مصنع أو مستشفى أو أماكن العمل الأخرى. بدأ هذا الدور بهذا الاسم في بريطانيا خلال الحرب العالمية الثانية، ولا يزال مستمراً في هيئة الخدمات الصحية الوطنية (NHS) حتى اليوم. كان هذا الدور في الماضي واسع الانتشار بين النساء، وبالتالي تم تمثيله بشكل جيد في الثقافة الشعبية.

## التاريخ
دخلت سيدات الشاي إلى الساحة العامة في المملكة المتحدة خلال الحرب العالمية الثانية، حيث تم استخدامهن في تجربة تهدف إلى زيادة الكفاءة في أماكن العمل لدعم المجهود الحربي (راجع: النساء في الحرب العالمية الثانية – أماكن العمل). كان لهن تأثير إيجابي كبير على الروح المعنوية، ما جعلهن شائعات في جميع مجالات العمل، حيث كانت الكانتينات المتنقلة تقدم الخدمات حتى للوحدات العسكرية أثناء التدريبات.
كنّ يتواجدن في كانتين مكان العمل أو يقمن بجولات باستخدام عربة تحمل عادةً وعاء شاي مليء بالشاي الساخن أو الماء، بالإضافة إلى مجموعة من الكعك والفطائر.

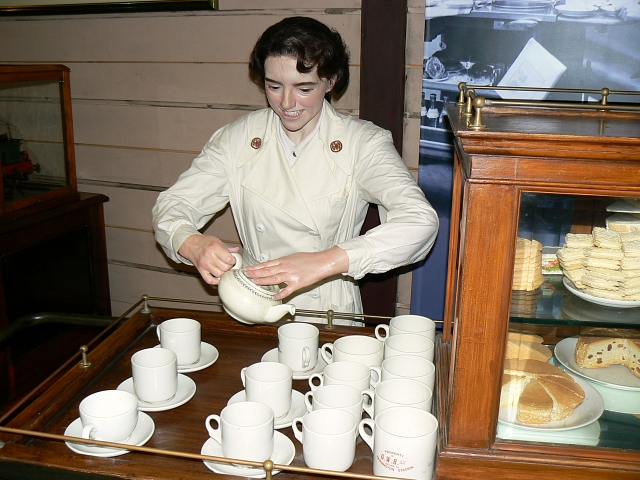
سيدة شاي في متحف السكك الحديدية الغربية الكبرى، سويندون

## التراجع
بدأ هذا العمل في التراجع خلال أواخر السبعينيات وأوائل الثمانينيات، عندما تم استبدال سيدات الشاي بشركات التموين الخاصة وآلات البيع، مع توسع الأعمال ودخول النساء في وظائف مختلفة. كما أن تقليد "استراحة الشاي"، الذي نشأت منه وظيفة سيدة الشاي، بدأ في التلاشي، وهو ما قد يفسر قلة وجودهن اليوم.
في بريطانيا، أظهرت أبحاث السوق عام 2005 أن من بين العمال الذين يشربون أكثر من أربعة أكواب من الشاي يومياً، فقط 2% يحصلون عليها من سيدة شاي، بينما 66% يحصلون عليها من وعاء شاي، و15% من آلة بيع.
في أستراليا، استخدمت جيني ستيوارت، أستاذة السياسات العامة في جامعة نيو ساوث ويلز، تراجع دور سيدة الشاي داخل الخدمة المدنية كمثال على "الأنانية الإدارية". حيث وفرت سيدات الشاي للموظفين المدنيين أنماطاً موثوقة من "التواصل الاجتماعي المتحضر" بتكاليف اقتصادية كبيرة، لكنهن "اختفين تدريجياً مع سعي الأقسام إلى طرق سهلة لتوفير النفقات".

## الدور الحالي
ما زالت سيدات الشاي موجودات في خدمة الصحة الوطنية (NHS)، رغم أن وظيفة تقديم الشاي لم تعد مقصورة على النساء. تعمل بعض عربات الشاي في المستشفيات تحت إدارة خدمة التطوع الملكية. ويعلق المرضى غالباً على سيدات الشاي، ومدى اهتمامهن الذي يجعل الإقامة في المستشفى أكثر احتمالاً.

## في وسائل الإعلام
في الماضي، كانت سيدات الشاي غالباً ما يمثلن نموذجاً للفضائل النسائية في الكوميديا البريطانية، وعادةً ما تصور سيدة الشاي كشخصية فكاهية، مرحة، متوسطة العمر، وترتدي زيّاً وقبعة، أو كشابة جميلة في ذروة خصوبتها وأفضل سنوات الإنجاب، ما يثير تعليقات إعجاب من زملائها، كما في فيلم "Carry On at Your Convenience" (1971).
في أستراليا، عُرض مسلسل كوميدي بعنوان "The Tea Ladies" على قناة ATV-0 في ملبورن عام 1978. من بطولة بات مكدوغال وسو جونز وسو جونز، وكان يدور حول كانتين الموظفين في مبنى البرلمان في كانبرا، ويقدم فكاهة موضوعية تشير إلى السياسيين الحقيقيين.
كانت سيدات الشاي في العموم هدفاً متكرراً لـ "التخفيضات" و"الاقتصاديات" الوهمية في مسلسل يس منستر وغالباً ما يتم التطرق إليهن من قبل شخصية نايجل هوثورن "سير همفري أبيلبي"، لكن سيدة شاي ظهرت مرة واحدة فقط على الشاشة خلال المسلسل كاملاً، حيث شاركت المصعد مع جيم هاكر وسير همفري أبيلبي في حلقة "الهيكل العظمي في الخزانة" (1982).
ظهر فيلم الحب الحقيقي (2003) مارتين مكوتشين في دور سيدة شاي في مقر رئاسة الوزراء، 10 شارع داوننغ.